# Thieu
Thieu o en való Tî és un antic municipi de Bèlgica, a la província d'Hainaut de la Regió valona que el 1977 va integrar-se al municipi del Roeulx. El Thirau i el canal del Centre reguen el poble.

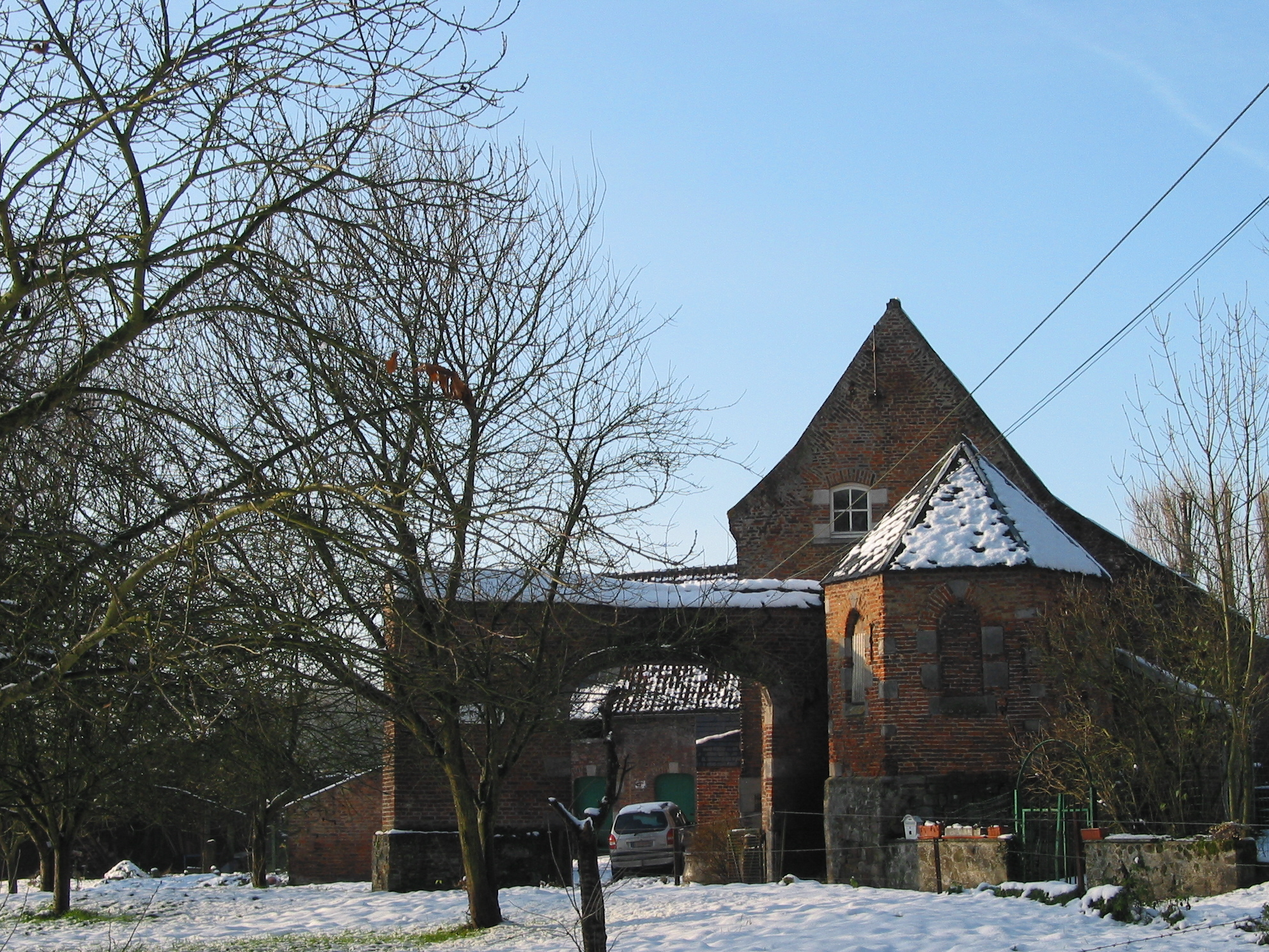
La Renardise

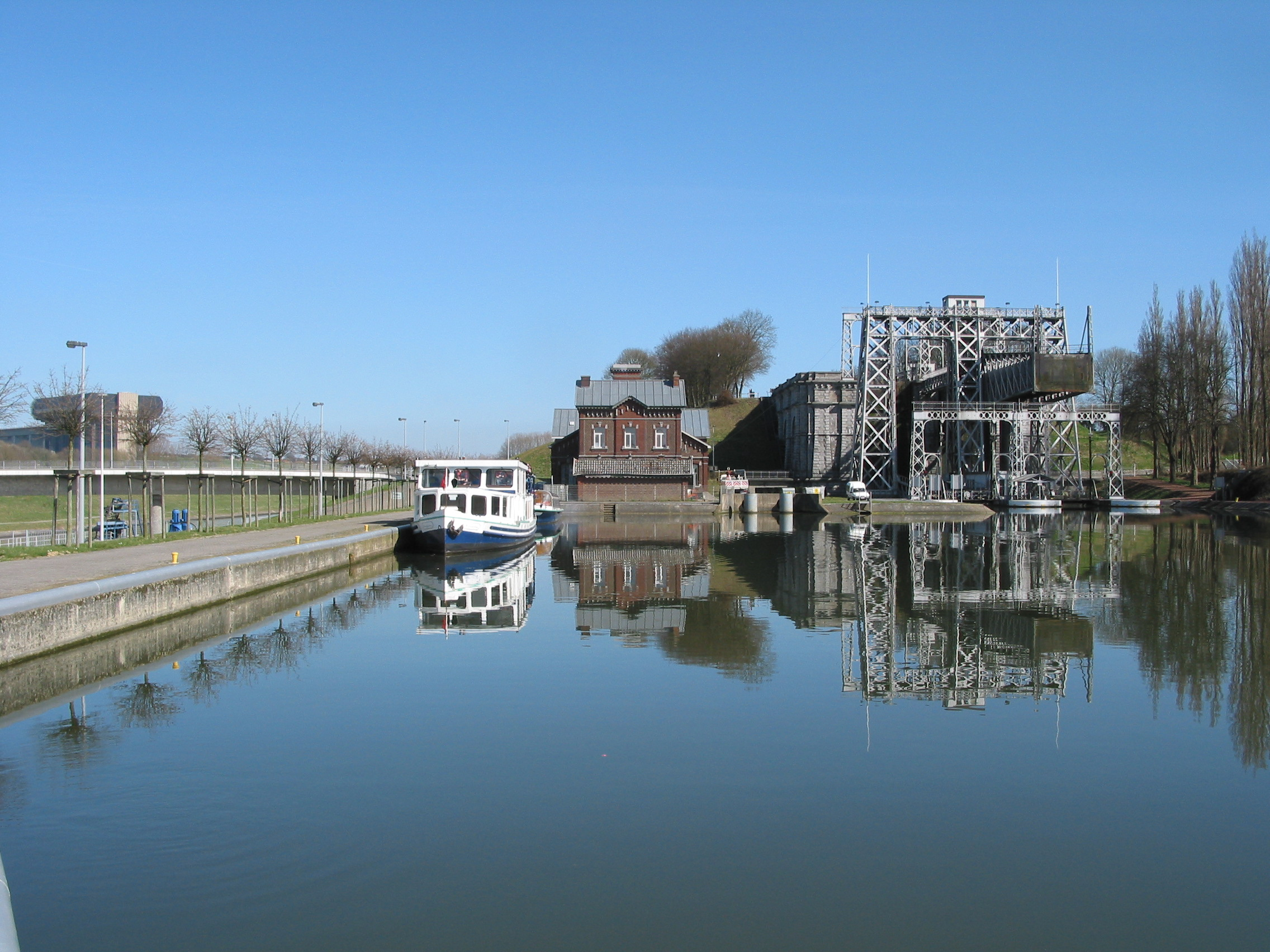
L'ascensor al canal del Centre N° 4.

El nom s'emparenta amb els mots való thier, neerlandès dorp o terp, anglès thorpe o alemany Dorf que a l'inici significa cimadal i que va evolucionar fins a significar poble, com que molts pobles van construir-se als cims de turons.

## Llocs d'interès
- L'antic Canal del Centre i l'ascensor naval n°4 (Patrimoni de la Humanitat) i el parc natural de 14 hectàrees als seus marges
- L'ascensor naval de Strépy-Thieu
- La masia i la capella de la Renardise